# Karl Settmann
Karl Settmann, auch Carl Settmann (* vor 1823 in Köln; † nach 1824), war ein deutscher Porträtmaler der Düsseldorfer Schule.

## Leben
Karl Settmann war in den Jahren 1823 und 1824 ein Schüler von Peter Cornelius, dem Direktor der Kunstakademie Düsseldorf. Über sein Leben ist wenig bekannt. Als seine Arbeiten erwähnten die von Jacob Nöggerath redigierten Gemeinnützigen und unterhaltenden Rheinischen Provinzial-Blätter mehrere Bildnisse und Studien.